# Pablo Estramín
Pablo Estramín (ur. 30 września 1959 w Montevideo, zm. tamże 18 czerwca 2007) – urugwajski kompozytor, gitarzysta i wokalista, ceniony za wkład w regionalny i narodowy folklor.

## Dyskografia
- 1981 - Cantacaminos (razem z Juanem José de Mello)
- 1982 - Pablo Estramín
- 1987 - Antología del canto popular
- 1987 - Antología del candombe
- 1988 - Se verá que pasará
- 1989 - Canciones de urgencia
- 1990 - Estamos acostumbrados
- 1992 - Morir en la capital
- 1994 - Lo mejor de Pablo Estramín
- 1995 - Canciones del Uruguay
- 1995 - La campana
- 1996 - Canciones del Uruguay Vol. II
- 1996 - Canciones de mis amigos
- 1998 - Canto popular en vivo
- 2006 - Pablo Estramín en vivo
- 2008 - Entre el camino y la esperanza (DVD)